# Кітті Вінн
Кетрін Таппер «Кітті» Вінн (англ. Katherine Tupper «Kitty» Winn; нар. 21 лютого 1944, Вашингтон, США) — американська акторка.

## Біографія
Кетрін Таппер Вінн народилася 21 лютого 1944 року у Вашингтоні (США) у родині армійського офіцера Джеймса Джея Вінна та його дружини Моллі Браун. Більшість свого дитинства Кітті подорожувала, зокрема США, Англією, НДР, Китаєм, Індією та Японією.
Закінчила «Centenary Junior College» та Бостонський університет у 1966 році. До закінчення навчання Вінн зіграла в 11-ти спектаклях.

## Кар'єра
У 1969 році Кетрін Вінн дебютувала у Бродвейському театрі у ролі Ірини у п'єсі «Три сестри», яка стала її 20-ю театральною роботою; на момент закінчення театральної діяльності у 2011 році вона зіграла у 31 виставі. У 1970 році Вінн дебютувала в кіно у ролі Сари Даннінг у фільмі «Будинок, який не помре». Наступною її роллю стала Гелен Рівз у фільмі «Паніка в Нідл-Парку», яку вона отримала премію Каннського кінофестивалю 1971. Усього до закінчення своєї кінокар'єри в 1984 році вона зіграла в 20-ти фільмах і телесеріалах, включаючи роль Шерон Спенсер у фільмах «Вигнаний диявола» (1973) і «Вигнаний диявола 2» (1977).